# Fengcheng (Dandong)
Koordinaten: 40° 27′ N, 124° 4′ O
Die Stadt Fengcheng (chinesisch 凤城市, Pinyin Fèngchéng Shì) ist eine kreisfreie Stadt der bezirksfreien Stadt Dandong in der nordostchinesischen Provinz Liaoning. Sie hat eine Fläche von 5.512 km² und zählt 469.376 Einwohner (Stand: Zensus 2020).
Die nahe gelegene Bergstadt im Fenghuang Shan (Fenghuang Shan shancheng 凤凰山山城) steht seit 1996 auf der Liste der Denkmäler der Volksrepublik China (4-37).

## Söhne und Töchter der Stadt
- Wang Liping (* 1976), Geherin und Olympiasiegerin
- Tang Bin (* 1986), Ruderin